# Tylko śmierć może mnie zatrzymać
Tylko śmierć może mnie zatrzymać – trzeci studyjny album polskiego rapera Kaena, którego premiera odbyła się 13 lutego 2015 roku. Wydawnictwo ukazało się nakładem warszawskiej wytwórni Prosto. Producentem muzycznym całej płyty był IVE. Gościnnie udzielili się Tomasz Chada, Kroolik Underwood, DJ Noriz, Gosia Bernatowicz, Paulina Szurnicka, DJ Grubaz, DJ Frodo oraz Grizzlee.
Pierwszy singel promujący album ukazał się 12 września 2014 r. Do tytułowego utworu zrealizowano teledysk. Reżyserem wideoklipu był Michał Wilk.
Wersja limitowana płyty zawiera tomik wierszy rapera pt. Czarna róża.

## Lista utworów
Źródło.
1. "Tylko Śmierć może mnie zatrzymać"
2. "Nie wszystko stracone"
3. "Labirynt" (gości. Gosia Bernatowicz)
4. "Fuck #" (gości. DJ Noriz)
5. "Singiel"
6. "Za horyzontem" (gości. Paulina Szurnicka)
7. "Piętno dilera" (gości. Tomasz Chada, DJ Frodo)
8. "Bajka"
9. "Oczy szeroko otwarte" (gości. Kroolik Underwood, DJ Grubaz)
10. "Ojcze nasz"
11. "Wybór" (gości. Grizzlee)
12. "W moich butach 2" (gości. DJ Noriz)
13. "Krzyk" (gości. Gosia Bernatowicz)